# Microschemobrycon
Genre
Microschemobrycon est un genre de poissons téléostéens de la famille des Characidae et de l'ordre des Characiformes.

## Liste d'espèces
Selon FishBase (10 juin 2015):
- Microschemobrycon callops Böhlke, 1953
- Microschemobrycon casiquiare Böhlke, 1953
- Microschemobrycon elongatus Géry, 1973
- Microschemobrycon geisleri Géry, 1973
- Microschemobrycon guaporensis Eigenmann, 1915
- Microschemobrycon melanotus (Eigenmann, 1912)
- Microschemobrycon meyburgi Meinken, 1975